# Drosophila cilitarsis
Drosophila cilitarsis este o specie de muște din genul Drosophila, familia Drosophilidae, descrisă de Erich Martin Hering în anul 1940. Conform Catalogue of Life specia Drosophila cilitarsis nu are subspecii cunoscute.